# 에릭 테임즈
 에릭 알린 테임즈(Eric Allyn Thames, 1986년 11월 10일 ~ )는 미국의 전 야구 선수이자, 전 KBO 리그 NC 다이노스의 외야수이다.

## 선수 시절

### 아마추어 시절
7살 때 야구를 시작했다. 2007년 MLB 드래프트에서 뉴욕 양키스에 39라운드 전체 1191번에 드래프트됐지만 대학교에 남았고, 2008년 MLB에서 토론토 블루제이스에 7라운드 전체 219번에 드래프트됐다.

### 미국 프로야구 시절
2009년에 싱글 A 어드밴스드의 플로리다 스테이트 리그의 더니든 블루 제이스에서 활동했다. 2010년에는 토론토 블루제이스 산하 더블 A 이스턴 리그 뉴햄프셔 피셔 캐츠에서 130경기에 출전해 143안타(27홈런), 95득점, 104타점, 타율 0.288, OPS 0.896을 기록하며 인상적인 활약을 펼쳤다. 2013년까지 마이너리그에서 활동하며 마이너리그 통산 5시즌 동안 394경기에 출전해 453안타(53홈런), 269타점, 254득점, 23도루, 타율 0.305, OPS 0.892를 기록했다.

#### 토론토 블루제이스시절
2011년 5월 18일 탬파베이 레이스와의 경기에서 데뷔 첫 경기를 치렀고, 경기에서 안타, 타점, 득점, 출루를 기록했다. 5월 21일 휴스턴 애스트로스와의 경기에서 첫 2루타를 기록했다. 6월 3일에 다시 트리플 A의 라스베가스 51s로 내려갔고, 6월 23일에 다시 1군에 등록됐다. 6월 29일에 피츠버그 파이리츠의 폴 마홈을 상대로 데뷔 첫 홈런을 기록했다.
2011년에 95경기에 출장해 2할대 타율, 95안타(12홈런), 37타점, 58득점, OPS 0.769를 기록했다. 2012년에는 스프링 캠프 로스터에서 제외됐다. 2012년에는 46경기에 출전했고, 시즌 중반에 트리플 A의 라스베가스 51s로 강등된 후 콜업되지 못했다. 2012년 46경기에 출전해 2할대 타율, 3홈런, 11타점을 기록했다.

#### 시애틀 매리너스시절
2012년 7월 31일 스티브 델라바를 상대로 트레이드됐다. 8월 14일 탬파베이 레이스와의 경기에서 데뷔 첫 끝내기 안타를 기록했다. 40경기에 출전해 2할대 타율, 6홈런, 14타점을 기록했다. 2012년 시즌 86경기에 출전해 2할대 타율, 63안타(9홈런), 25타점, 27득점, OPS 0.672를 기록했다.
2013년 3월 20일에 트리플 A의 타코마 레이니어즈로 내려갔다. 6월 22일 프랭클린 구티에레스를 40인 로스터에 등록하기 위해 구단에서 그를 지명 할당했다.

### 한국 프로야구 시절

#### NC 다이노스시절

##### 2014 시즌
2013년 12월 10일 팀의 창단 4호이자 첫 외국인 타자로 영입되었다.
6월 3일 넥센 히어로즈와의 경기에서 금민철을 상대로 시즌 14호 만루 홈런을 쳐 냈다. 그가 홈런을 치면 팀이 승리하는 마스코트가 있었지만 이는 2014년 6월 27일 롯데전에서 팀이 패배하며 깨졌다.
8월 24일 두산 베어스와의 경기에서 시즌 첫 세 자릿수 타점을 기록했고, 그는 구단 첫 한 시즌 세 자릿수 타점을 기록한 선수가 됐다. 10월 9일 삼성전에서 역대 2번째이자 15년 만에 외국인 타자 그라운드 홈런을 기록했고, 역대 2번째 외국인 타자 120타점을 기록했다.
시즌 125경기에서 3할대 타율, 152안타(37홈런), 121타점, 95득점, 장타율 0.688, 출루율 0.422, OPS 1.110을 기록했다. 타점 2위, 홈런 3위, 장타율 2위를 기록했으며, 3할-30홈런-세 자릿수 타점을 기록하며 준플레이오프 진출에 기여했다.

###### 2014년준플레이오프
4경기에서 타율 0.313, 5안타(1홈런), 2타점을 기록했다. 10월 22일 LG 트윈스와의 2차전 경기에서 신재웅을 상대로 홈런을 쳐 냈다.
- 기록

| 타율  | 경기 | 타수 | 득점 | 안타 | 2루타 | 3루타 | 홈런 | 타점 | 도루 | 도루 실패 | 볼넷 | 사구 | 삼진 | 병살 | 장타율 | 출루율 | 실책 | 비고 |
| ----- | ---- | ---- | ---- | ---- | ----- | ----- | ---- | ---- | ---- | --------- | ---- | ---- | ---- | ---- | ------ | ------ | ---- | ---- |
| 0.313 | 4    | 16   | 2    | 5    | 1     | 0     | 1    | 2    | 0    | 0         | 2    | 0    | 5    | 0    | 0.563  | 0.389  | 1    |      |

12월 4일 찰리 쉬렉과 함께 연봉 100만 달러에 재계약하며 2015년에도 활동하게 됐다.

##### 2015 시즌
KBO 첫 40홈런-40도루, 한 시즌에 사이클링 히트를 2번 기록하며 맹활약했다. 3할대 후반 타율을 기록했는데 이는 세 자릿수 타석을 채운 타자들 중 가장 높은 기록이었다.

##### 2016 시즌
6월 2일 두산전에서 유희관을 상대로 시즌 16호 홈런이자 통산 세 자릿수 홈런을 쳐 냈다. 이 홈런으로 KBO 리그 최소 경기 세 자릿수 홈런(314경기)을 달성했다.
7월 27일 삼성 라이온즈와의 경기에서 김기태를 상대로 역대 5번째 3년 연속 30홈런을 기록했다. 8월 23일 KIA 타이거즈와의 경기에서 김윤동을 상대로 시즌 37호 홈런이자 역대 6번째 3년 연속 세 자릿수 타점을 기록했다. 9월 9일 KIA 타이거즈와의 경기에서 김진우를 상대로 역대 4번째 2년 연속 40홈런을 기록했다.

###### 2016년플레이오프
3경기에서 타율 0.167, 2안타(1홈런), 1타점, 2득점으로 부진했다.
- 기록

| 타율  | 경기 | 타수 | 득점 | 안타 | 2루타 | 3루타 | 홈런 | 타점 | 도루 | 도루 실패 | 볼넷 | 사구 | 삼진 | 병살 | 장타율 | 출루율 | 실책 | 비고 |
| ----- | ---- | ---- | ---- | ---- | ----- | ----- | ---- | ---- | ---- | --------- | ---- | ---- | ---- | ---- | ------ | ------ | ---- | ---- |
| 0.167 | 3    | 12   | 2    | 2    | 0     | 0     | 1    | 1    | 0    | 0         | 1    | 0    | 3    | 0    | 0.417  | 0.231  | 0    |      |

###### 2016년한국시리즈
4경기에서 타율 0.125, 2안타(1홈런), 1타점, 1득점으로 부진했다.
- 기록

| 타율  | 경기 | 타수 | 득점 | 안타 | 2루타 | 3루타 | 홈런 | 타점 | 도루 | 도루 실패 | 볼넷 | 사구 | 삼진 | 병살 | 장타율 | 출루율 | 실책 | 비고 |
| ----- | ---- | ---- | ---- | ---- | ----- | ----- | ---- | ---- | ---- | --------- | ---- | ---- | ---- | ---- | ------ | ------ | ---- | ---- |
| 0.125 | 4    | 16   | 1    | 2    | 0     | 0     | 1    | 1    | 0    | 0         | 0    | 0    | 4    | 0    | 0.313  | 0.125  | 0    |      |

2016년 시즌 후 재계약에 실패했다. 그의 대체 선수로는 재비어 스크러그스가 영입됐다.

### 미국 프로야구 복귀

#### 밀워키 브루어스시절
2016년 11월 29일 3+1년 계약을 체결했다.
2017년에 주전 1루수로 활동하며 138경기에 출전해 2할대 타율, 116안타(31홈런), 63타점, OPS 0.877을 기록했다.

#### 워싱턴 내셔널스시절
2020년 1월 7일, 1+1년 700만 달러에 계약을 체결했다.

### 일본 프로야구 시절
2020년 12월에 요미우리 자이언츠와 계약을 체결했다. 시즌 첫 경기에 출전해 아킬레스건이 파열돼 시즌 아웃됐다.

### 미국 프로야구 재복귀
2022년에 오클랜드 애슬레틱스와 마이너 계약을 했다.

## 논란
- 2016년 9월 29일에 음주 운전을 한 것이 적발됐다. KBO는 징계위를 열고, 잔여 페넌트레이스 경기, 포스트시즌 1경기 출장 정지 징계를 내렸다. NC 다이노스는 50시간 봉사 활동과 벌금 5,000달러의 자체 징계를 내렸다. 2016년 10월 20일 KBO 플레이오프 미디어데이가 끝난 후 같은 자리에서 음주 운전과 관련해 "나의 실수로 KBO와 야구 팬, 팀에 많은 실망을 안겨드려 죄송하다. 미국과 다른 문화 차이를 인지하지 못했던 것도 내 잘못이다. 변명의 여지가 없다"며 공개적으로 사과했다.[12]

## 방송 출연
- 2019년 MBC 《미스터리 음악쇼 복면가왕》 - 지옥에서 온 힙합보이 < 참가자 >

## 트리비아
- 홈런을 치고 난 후 당시 같은 팀이었던 김태군이 그의 수염을 잡아당기는 독특한 세레머니로 유명하다. 이에 대해 그는 "최대한 자주 세레머니를 하고 싶다"라고 말했다.[13] 후에 인터뷰에서 NC 다이노스에서 가장 친한 친구로 김태군을 꼽았다.
- 아버지가 여러 가지 스포츠를 접할 기회를 주었는데 농구에 흥미를 느끼지 못하고, 야구를 시작하면서 재미를 느꼈다고 한다.
- 한국식 고기 요리를 좋아한다. 인터뷰를 통해서 "일단 한국 음식이 맛있다. 특히 한국식 고기 요리들을 다 좋아한다. 쇠고기, 돼지고기 다 질이 좋고 맛있는 것 같다."라고 말했다.
- 가장 상대하기 어려운 투수로 김광현, 가장 좋은 타자로 박병호, 김태균, 서건창, 박건우를 꼽았다.[14]
- 2015년 7월 16일 SK 와이번스와의 경기 후 경상남도 고성군에 있는 아동복지시설을 지원할 기부금을 마련하기 위한 모금 파티를 열었고, 약 400여 명이 참여했다. 그는“정말 행복하다. 모든 것은 아이들에게로 갈 것”이라고 소감을 밝혔다.[15]
- 2015년 8월 15일 광복절 70주년을 맞아 "7월 4일 미국 독립기념일은 많은 뜻을 의미한다. 친구·가족들과 즐거운 시간을 보내면서 우리의 나라, 역사를 진중하게 생각하는 시간을 가져야 한다"며 "오늘은 한국의 광복절이다. 한국은 70년간 많은 힘든 일과 어려운 일들을 겪어왔다"라고 자신의 페이스북 계정에 광복 70주년을 축하하는 글을 적었다. 또한, "난 한국이 미국의 집처럼 편하게 느껴진다. 이렇게 행복한 곳인 줄은 생각하지 못했다"고 덧붙였고 글 끝에 "Thanks Korea"라고 말하며 한국에 대한 애정을 드러냈다.[16]

## 연도별 타격 성적
| 연 도          | 소 속          | 나 이          | 출 장 | 타 석 | 타 수 | 득 점 | 안 타 | 2 루 타 | 3 루 타 | 홈 런 | 타 점 | 도 루 | 도 실 | 볼 넷 | 삼 진 | 타 율 | 출 루 율 | 장 타 율 | O P S | 루 타 | 병 살 타 | 몸 맞 | 희 타 | 희 플 | 고 4 |
| -------------- | -------------- | -------------- | ----- | ----- | ----- | ----- | ----- | ------- | ------- | ----- | ----- | ----- | ----- | ----- | ----- | ----- | -------- | -------- | ----- | ----- | -------- | ----- | ----- | ----- | ---- |
| 2011           | TOR            | 25             | 95    | 394   | 362   | 58    | 95    | 24      | 5       | 12    | 37    | 2     | 1     | 23    | 88    | .262  | .313     | .456     | .769  | 165   | 7        | 5     | 1     | 3     | 0    |
| 2012           | TOR            | 26             | 46    | 160   | 148   | 17    | 36    | 7       | 1       | 3     | 11    | 0     | 1     | 9     | 40    | .243  | .288     | .365     | .652  | 54    | 7        | 1     | 0     | 2     | 0    |
| 2012           | SEA            | 26             | 40    | 130   | 123   | 10    | 27    | 5       | 2       | 6     | 14    | 1     | 0     | 6     | 47    | .220  | .256     | .439     | .695  | 54    | 0        | 0     | 1     | 0     | 0    |
| '12 합계       | SEA            | 26             | 86    | 290   | 271   | 27    | 63    | 12      | 3       | 9     | 25    | 1     | 1     | 15    | 87    | .232  | .273     | .399     | .672  | 108   | 7        | 1     | 1     | 2     | 0    |
| 2014           | NC             | 28             | 125   | 514   | 443   | 95    | 152   | 30      | 6       | 37    | 121   | 11    | 2     | 58    | 99    | .343  | .422     | .688     | 1.110 | 305   | 6        | 7     | 0     | 6     | 5    |
| 2015           | NC             | 29             | 142   | 595   | 472   | 130   | 180   | 42      | 5       | 47    | 140   | 40    | 8     | 103   | 91    | .381  | .497     | .790     | 1.287 | 373   | 7        | 13    | 0     | 7     | 11   |
| 2016           | NC             | 30             | 123   | 529   | 436   | 118   | 140   | 30      | 3       | 40    | 121   | 13    | 4     | 74    | 103   | .321  | .427     | .679     | 1.106 | 296   | 2        | 12    | 0     | 7     | 6    |
| 2017           | MIL            | 31             | 138   | 551   | 469   | 83    | 116   | 26      | 4       | 31    | 63    | 4     | 2     | 75    | 163   | .247  | .359     | .518     | .877  | 243   | 6        | 7     | 0     | 0     | 5    |
| 2018           | MIL            | 32             | 96    | 278   | 247   | 41    | 54    | 10      | 3       | 16    | 37    | 7     | 0     | 29    | 97    | .219  | .306     | .478     | .783  | 118   | 3        | 2     | 0     | 0     | 4    |
| MLB 통산 : 4년 | MLB 통산 : 4년 | MLB 통산 : 4년 | 415   | 1513  | 1349  | 209   | 328   | 72      | 15      | 68    | 162   | 14    | 4     | 142   | 435   | .243  | .321     | .470     | .791  | 634   | 23       | 15    | 2     | 5     | 9    |
| KBO 통산 : 3년 | KBO 통산 : 3년 | KBO 통산 : 3년 | 390   | 1638  | 1351  | 343   | 472   | 102     | 14      | 124   | 382   | 64    | 14    | 235   | 293   | .349  | .451     | .721     | 1.172 | 974   | 15       | 32    | 0     | 20    | 22   |

- 굵은 글씨는 해당 시즌 최고 기록, 빨간 글씨는 한국 프로야구 역사상 최고 기록 *(2013년은 마이너리그행)

## 주요 기록
| 기록                          | 날짜            | 소속팀 | 상대팀 | 상대투수                                                       | 구장 | 종전기록    | 기타        |
| ----------------------------- | --------------- | ------ | ------ | -------------------------------------------------------------- | ---- | ----------- | ----------- |
| 사이클링 히트                 | 2015년 4월 9일  | NC     | KIA    | 양현종(2루타 2 홈런 1) 김태영(안타) 임준섭(3루타)              | 광주 | 오재원      | 역대 17번째 |
| 20-20 클럽                    | 2015년 7월 3일  | NC     | 한화   | 송창식(상대 포수 조인성)                                       | 대전 | 나바로      | 역대 39번째 |
| 역대 최소 경기100타점 100득점 | 2015년 8월 12일 | NC     | 넥센   | 송신영                                                         | 목동 | 강정호      | 역대 14번째 |
| 사이클링 히트                 | 2015년 8월 12일 | NC     | 넥센   | 송신영(안타 1 홈런 1) 김대우(3루타) 김건태(2루타) 손승락(안타) | 목동 | 에릭 테임즈 | 역대 18번째 |
| 30-30 클럽                    | 2015년 8월 28일 | NC     | 한화   | 배영수(상대 포수 제이크 폭스)                                  | 마산 | 박재홍      | 역대 8번째  |
| 40-40 클럽                    | 2015년 10월 2일 | NC     | SK     | 신재웅(상대 포수 정상호)                                       | 문학 |             | 역대 최초   |
| 3년 연속 30홈런               | 2016년 7월 27일 | NC     | 삼성   | 김기태                                                         | 대구 | 박병호      | 역대 5번째  |
| 3년 연속 100타점              | 2016년 8월 23일 | NC     | KIA    | 김윤동                                                         | 마산 | 최형우      | 역대 6번째  |
| 2년 연속 40홈런               | 2016년 9월 9일  | NC     | KIA    | 김진우                                                         | 광주 | 박병호      | 역대 4번째  |